# Flötschkopf
Der Flötschkopf ist eine 421,2 m ü. NHN hohe, vollständig bewaldete Erhebung und befindet sich im Gerstunger Forst, einem geschlossenen Waldgebiet der  Gemeinde Gerstungen im Wartburgkreis in Thüringen.
Der Flurname „Hopfenrain“ am Osthang des Flötschkopfes lässt eine Rodungsfläche und Hopfenanbau erkennen. Dort entspringt auch der Quellbach Flötschgraben. Vermutlich wurden am Flötschkopf und seinem nördlichen Nachbar, dem Schiffskopf, Holz für die Weserflöße eingeschlagen. Auch die Creuzburger Saline Wilhelmsglücksbrunn bezog nachweislich Holz aus den Gerstunger Forsten. Die Wälder am Flötschgraben waren am günstigsten zu erreichen. Während der DDR-Zeit lag der Gerstunger Forst unzugänglich im Sperrgebiet.